# Бодуэн, Пьер-Антуан
Пьер-Антуан Бодуэн (фр. Pierre-Antoine Baudouin; 17 октября 1723, Париж — 15 декабря 1769, Париж) — живописец и рисовальщик французского рококо, работал в стиле своего тестя Франсуа Буше.

## Биография
Пьер-Антуан был сыном Мишеля Бодуэна, малоизвестного гравёра, родился в Париже в 1723 году. Он был учеником Франсуа Буше, на младшей дочери которого Мари-Эмили Буше он женился в 1758 году. Бoдуэн писал миниатюры акварелью и гуашью, которые впервые выставил в Парижском салоне 1761 года. Благодаря влиянию тестя после представления в 1763 году рисунка «Гиперид, защищающий Фрину перед Ареопагом» (ныне в собрании Лувра) он был избран членом Королевской академии живописи и скульптуры и назначен художником короля. В 1766 году он написал два портрета короля, а в 1767 году — сюиту «Жизнь Девы Марии» для мадам Дюбарри, фаворитки Людовика XV.
Бодуэн писал идиллические картины в стиле Буше, часто на эротические сюжеты, а также акварели и рисунки пастелью. Некоторые из них были осуждены архиепископом Парижа и даже Дидро, который писал в своих знаменитых обзорах Парижских салонов: «Иным возрастам свойственно предпочитать игривые книжки достойному чтению и с большим интересом разглядывать непристойную картину, чем хорошую… Грёз сделался художником, наставляющим в добрых нравах, Бодуэн стал проповедником дурных… Хорошо хоть то, что у него нет ни мастерства, ни вдохновения, ни чувства цвета». И добавил в качестве саркастического портрета художника: «Вот уж верно славный парень, видный из себя, мягкий, неглупый, чуть-чуть распутный. Ну, а мне что за дело до этого? Моей жене уже сорок пять лет, а дочери не коснётся ни он, ни его произведения».
Бодуэн был одним из самых популярных рисовальщиков последних десятилетий галантного века. В 1760 году на торгах Тестара одна из его небольших гуашей нашла покупателя за 1750 ливров. Он получал заказы от известных коллекционеров, таких как маркиз де Мариньи. Несколько его гуашей, гравированных Никола Понсом, такие как «Аннет» и «Любен», имели большой успех.
Пьер-Антуан Бодуэн скончался в Париже в 1769 году.
Бодуэн имел несколько учеников, среди которых был Жан-Оноре Фрагонар и Жозеф Фратрель.
Сын художника, Франсуа-Жан Бодуэн (1759—1835), вопреки творчеству отца стал с 1790 года официальным гравёром и издателем революционных собраний.

## Галерея

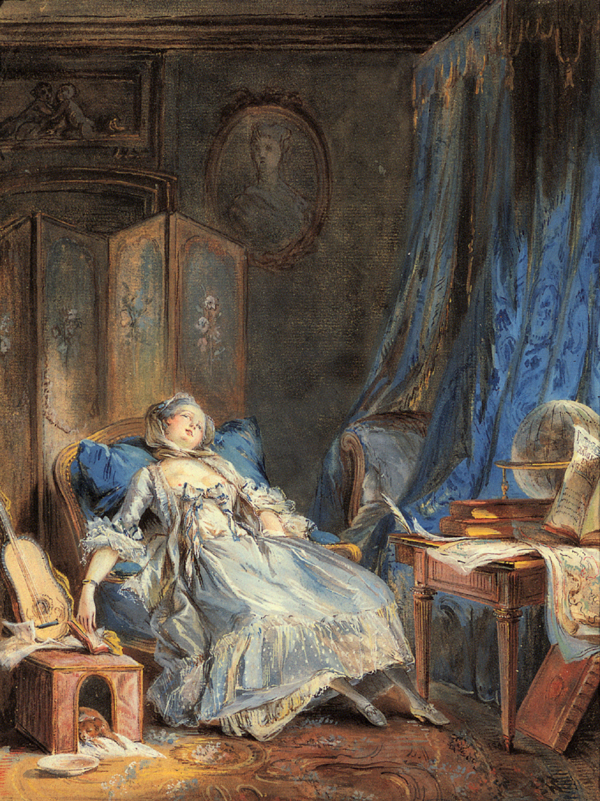
Урок. Ок. 1760, Бумага, гуашь. Музей декоративного искусства, Париж
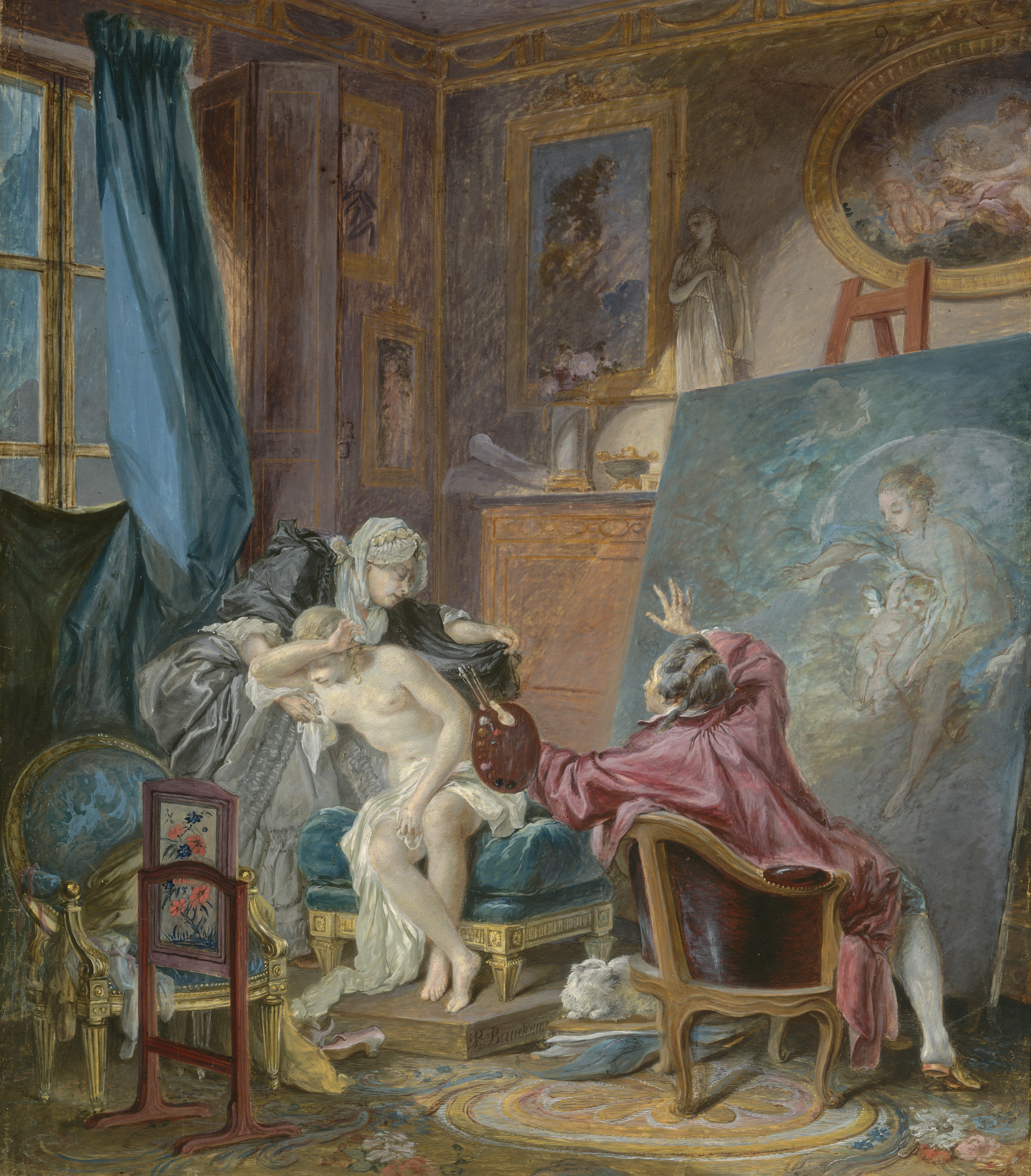
Скромная натурщица. 1769. Пергамент на картоне, гуашь. Национальная галерея искусства, Вашингтон
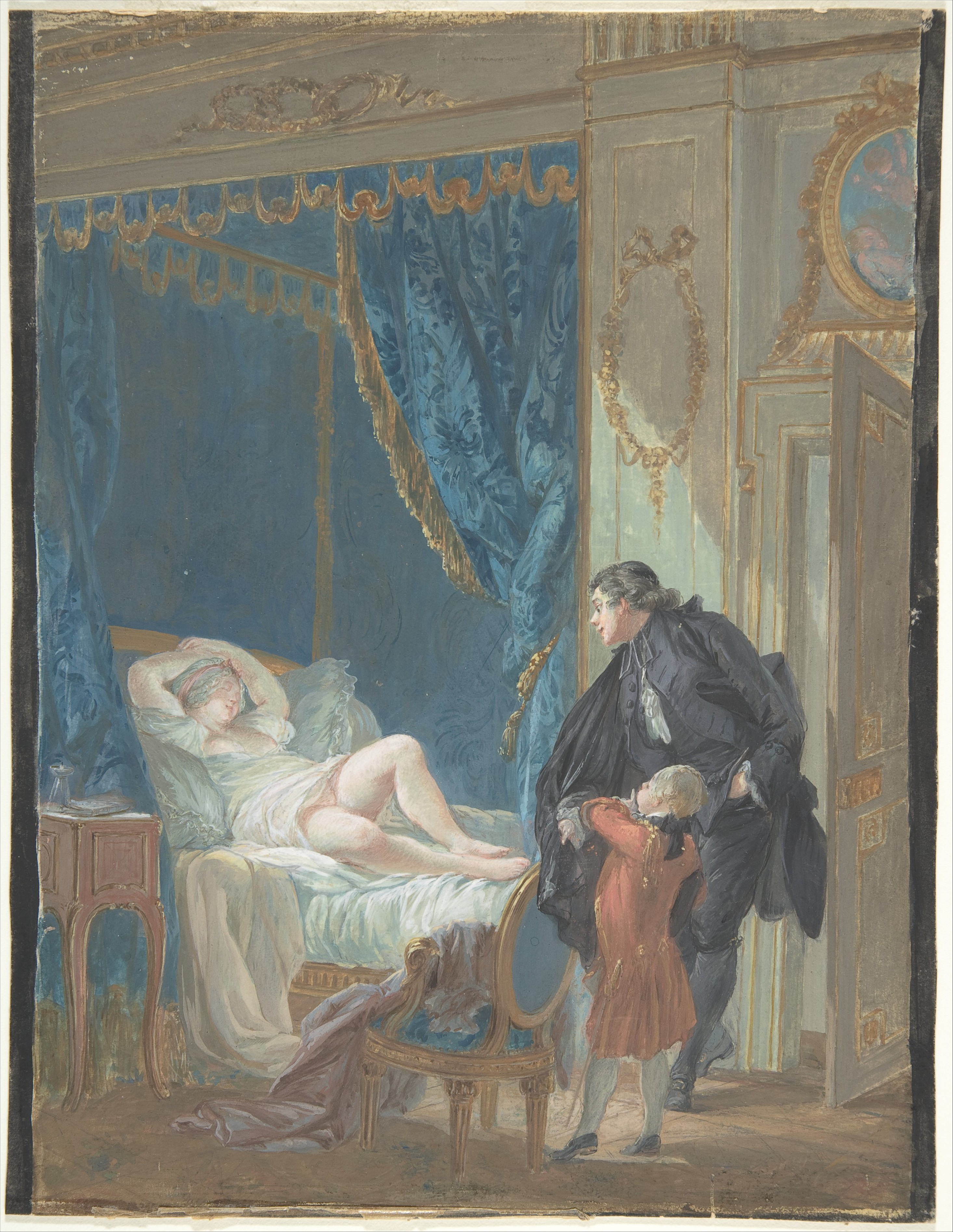
Утро. Бумага на картоне, гуашь. Метрополитен-музей, Нью-Йорк
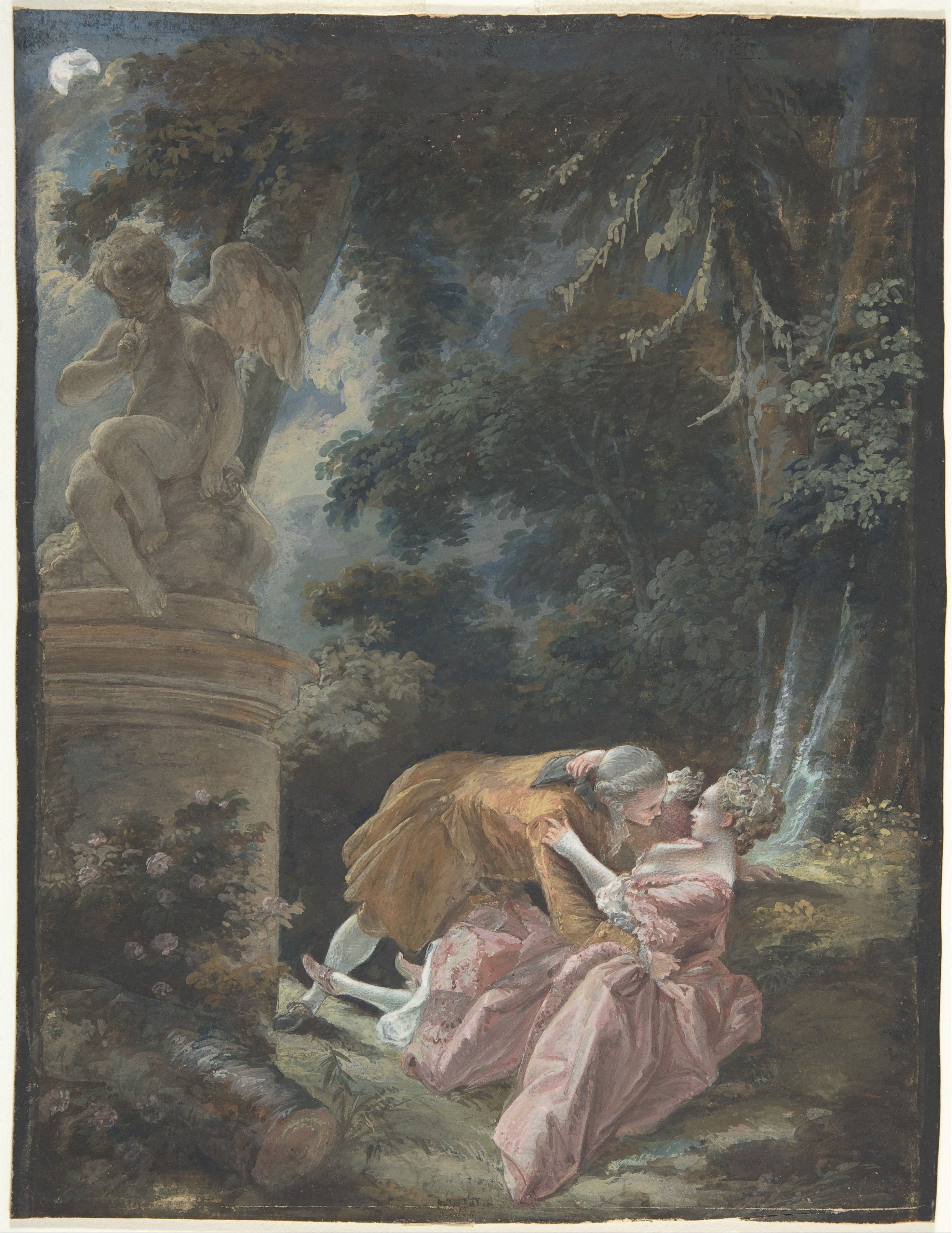
Ночь. Бумага на дереве, гуашь. Метрополитен-музей, Нью-Йорк
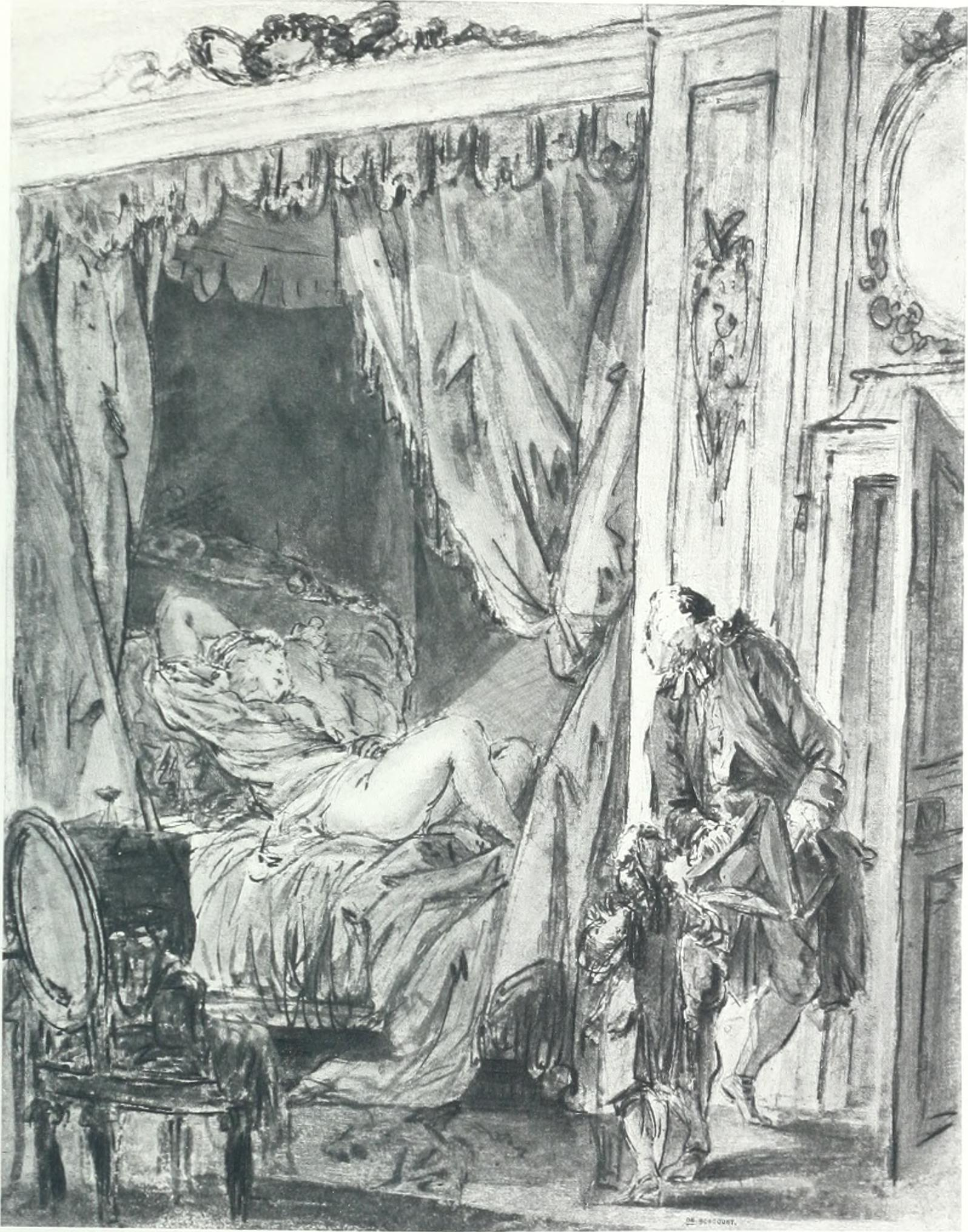
Утро. Акварель. Собрание Гонкуров
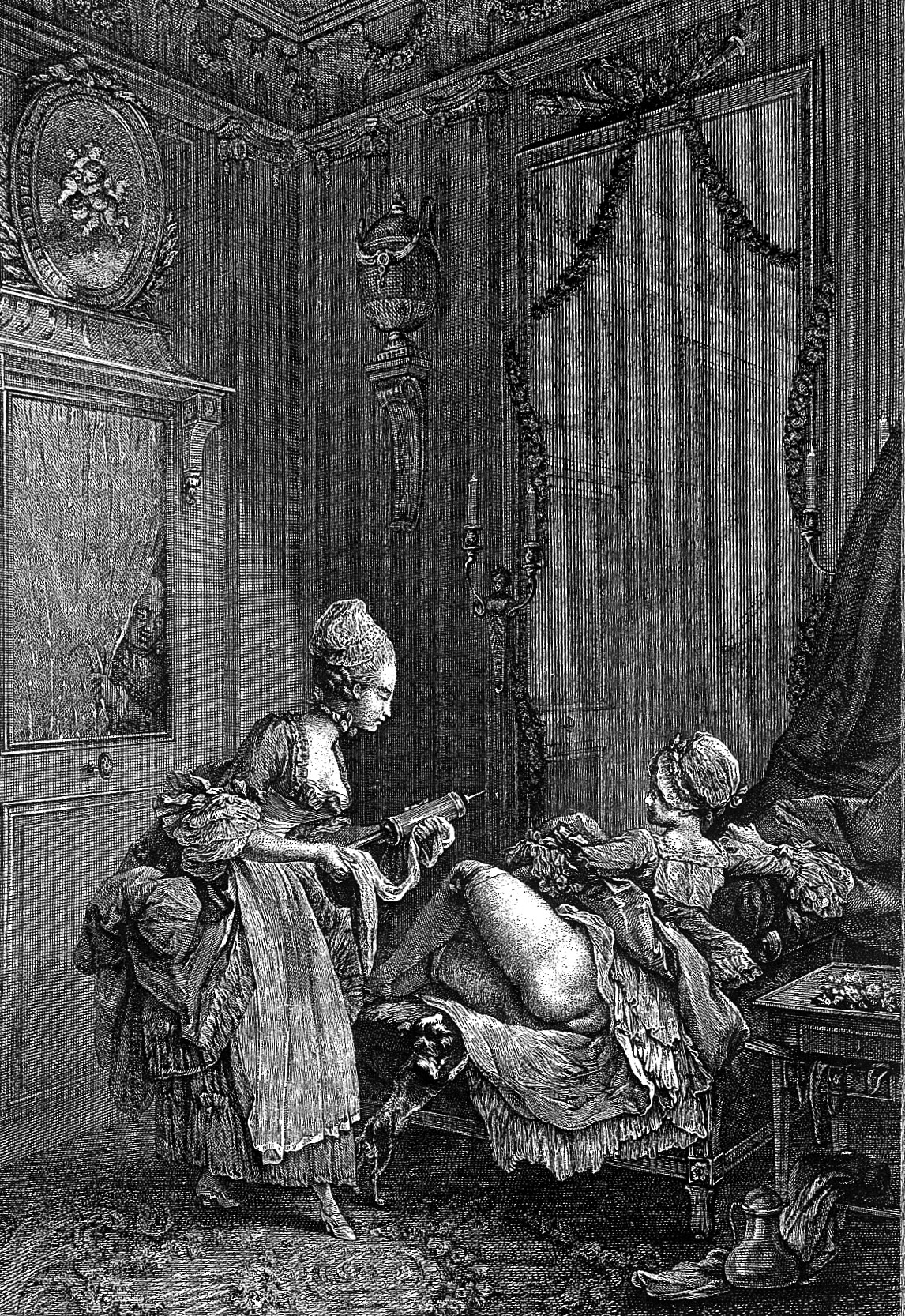
Подглядывающий за модной дамой, получающей клизму. П. Малевр по рисунку П. А. Бодуэна